# Tomer Haran
Tomer Haran (in ebraico תומר הרן‎?; Degania Alef, 26 ottobre 1998) è un calciatore israeliano, portiere dell'Hapoel Migdal HaEmek.

## Carriera
Haran è cresciuto nel settore giovanile del Bnei Sakhnin, dove ha debuttato il 29 luglio 2017 nell'incontro di Coppa Toto perso 4-1 contro il Maccabi Haifa. Nel mercato invernale del 2021 è stato ceduto in prestito all'Hapoel Afula in seconda divisione. Rientrato al prestito, ha militato nel club per altri sei mesi prima di passare nuovamente all'Hapoel Afula, questa volta a titolo definitivo.
Nel luglio del 2022 è stato acquistato dagli sloveni del Rudar Velenje ma dopo pochi mesi è stato svincolato. Il 25 gennaio del 2023 ha firmato con il Babelsberg fino al termine della stagione.
Il 16 agosto 2023 si è trasferito in Uruguay al Cerro Largo.

## Statistiche

### Presenze e reti nei club
Statistiche aggiornate al 23 maggio 2024.
| Stagione        | Squadra         | Campionato      | Campionato | Campionato | Coppe nazionali | Coppe nazionali | Coppe nazionali | Coppe continentali | Coppe continentali | Coppe continentali | Altre coppe | Altre coppe | Altre coppe | Totale | Totale | Totale |
| Stagione        | Squadra         | Comp            | Pres       | Reti       | Comp            | Pres            | Reti            | Comp               | Pres               | Reti               | Comp        | Pres        | Reti        | Pres   | Reti   |        |
| --------------- | --------------- | --------------- | ---------- | ---------- | --------------- | --------------- | --------------- | ------------------ | ------------------ | ------------------ | ----------- | ----------- | ----------- | ------ | ------ | ------ |
| 2017-2018       | Bnei Sakhnin    | LL              | 0          | 0          | CI+TC           | 0+1             | -4              |                    | -                  | -                  |             | -           | -           | 1      | -4     |        |
| 2018-2019       | Bnei Sakhnin    | LL              | 0          | 0          | CI+TC           | 0               | 0               |                    | -                  | -                  |             | -           | -           | 0      | 0      |        |
| 2019-2020       | Bnei Sakhnin    | LHA             | 1          | 0          | CI+TC           | 0               | 0               |                    | -                  | -                  |             | -           | -           | 1      | 0      |        |
| 2020-gen. 2021  | Bnei Sakhnin    | LL              | 1          | -4         | CI+TC           | 0               | 0               |                    | -                  | -                  |             | -           | -           | 1      | -4     |        |
| gen.-giu. 2021  | Hapoel Afula    | LHA             | 2          | -4         | CI+TC           | 1+0             | -1              |                    | -                  | -                  |             | -           | -           | 1      | -1     |        |
| 2021-gen. 2022  | Bnei Sakhnin    | LHA             | 0          | 0          | CI+TC           | 0               | 0               |                    | -                  | -                  |             | -           | -           | 0      | 0      |        |
| gen.-giu. 2022  | Hapoel Afula    | LHA             | 3          | -4         | CI+TC           | 0               | 0               |                    | -                  | -                  |             | -           | -           | 3      | -4     |        |
| lug.-set. 2022  | Rudar Velenje   | 2.SNL           | 3          | -4         | CS              | 0               | 0               |                    | -                  | -                  |             | -           | -           | 3      | -4     |        |
| gen.-giu. 2023  | Babelsberg      | RL              | 1          | -3         | CG              | 0               | 0               |                    | -                  | -                  |             | -           | -           | 1      | -3     |        |
| 2023            | Cerro Largo     | PD              | 12         | -13        | CU              | 0               | 0               |                    | -                  | -                  |             | -           | -           | 12     | -13    |        |
| 2024            | Cerro Largo     | PD              | 0          | 0          | CU              | 0               | 0               | CS                 | 0                  | 0                  |             | -           | -           | 0      | 0      |        |
| Totale carriera | Totale carriera | Totale carriera | 23         | -32        |                 | 2               | -5              |                    | 0                  | 0                  |             | -           | -           | 25     | -37    |        |